# Jaish-e-Mohammed
Jaish-e-Mohammed (Urdu: جيش محمد, literalmente "El ejército de Mahoma", abreviado como JeM; también transcrito como Jaish-e-Mahoma, Jaish-e-Mohammad o Jaish-e-Muhammad) es un grupo terrorista islamista en Cachemira.  El principal objetivo del grupo es la separación de Cachemira de la India y ha llevado a cabo muchos ataques principalmente en los estados indios de Jammu y Cachemira. A pesar de declararse ilegal por Pakistán desde 2002, siguen operando en varias instalaciones en el país.
Según B. Raman, Jaish-e-Mohammed está visto como la "más mortífera" y "la principal organización terrorista en Jammu y Kashmir".  El grupo ha sido designado como organización terrorista por Australia, Canadá, India, los Emiratos Árabes Unidos, el Reino Unido, los EE. UU. y la ONU.

## Historia
En marzo del 2000, Maulana Masood Azhar formó Jaish-e-Mohammed, un grupo terrorista de una ruptura dentro del Harakat ul-Mujahidin (HUM) (otro grupo terrorista) poco después de salida de prisión en diciembre de 1999 a cambio de pasajeros de vuelo del Indian Airlines IC 814 la cual fue secuestrada y trasladada a Kandahar.  La mayoría de los miembros abandonaron el HUM, para unirse al nuevo grupo fundado por Azhar.
El Gobierno indio acusó a Jaish-e-Mohammed de estar involucrado en el ataque al parlamento indio en el 2001. En diciembre del 2002, cuatro miembros del JeM fueron capturados por las autoridades indias y sometidos a juicio. Todos fueron declarados culpable de diversos roles del atentado. Uno de los acusados, Afzal Gurú, fue sentenciado a muerte por su rol.
En enero del 2002, el gobierno del presidente Pervez Musharraf declaró ilegal el grupo.  En respuesta JeM cambió su nombre a Khaddam ul-Islam.

## Incidentes notables
- El grupo, en coordinación con Lashkar-e-Tayiba, ha sido implicado en el ataque del parlamento indio en 2001 en Nueva Delhi.[1]
- Se ha sospechado en el asesinato del periodista estadounidense Daniel Pearl en Karachi.[2][4]
- Un informante, haciéndose pasar como miembro del Jaish-e-Mohammed, ayudó en el arresto de cuatro personas que presuntamente iban a atentar contra una sinagoga en Nueva York así como disparar misiles Stinger a los aviones militares en los Estados Unidos. El arresto de los cuatro miembros tuvo lugar en mayo del 2009. Uno de ellos, por el nombre de James Cromitie, presuntamente expresó el deseo de unirse a Jaish-e-Mohammed. Esta expresión presuntamente tuvo lugar aproximadamente un año antes del arresto.[8][9][10]
- Los miembros del grupo estuvieron sospechados de llevar a cabo el ataque terrorista en Pathankot de 2016.[11][12]
- El 14 de febrero de 2019 perpetró el Ataque de Pulwama de 2019 en el que murieron 46 hombres de las Reservas Centrales de la Fuerza de Policía (CRPF) y el terrorista suicida.[13]